# (2488) Bryan
(2488) Bryan (1952 UT) – planetoida z grupy pasa głównego asteroid okrążająca Słońce w ciągu 3,41 lat w średniej odległości 2,26 au. Odkryta 23 października 1952 roku.